# Cyberpunk 2020
Cyberpunk est un jeu de rôle de science-fiction créé par l'auteur Mike Pondsmith en 1988 et édité par R. Talsorian Games. Une deuxième édition populaire, Cyberpunk 2020, a été publiée en 1990, et d'autres éditions ont été publiées.
Le jeu se déroule dans un futur proche dystopique de type cyberpunk où les hackers (pirates informatiques) peuvent se connecter sur le réseau de communication et user ainsi de leurs talents, où tout individu peut se doter d'implants cybernétiques afin d'améliorer ses capacités, et enfin où les mégacorporations dirigent le monde, en lieu et place des gouvernements.
Doté de nombreux suppléments, Cyberpunk 2020 est un jeu de qualité ayant de nombreux fans à travers le monde. Principalement illustré dans la littérature par l'écrivain William Gibson, notamment par son premier roman Neuromancien publié en 1984, il en existe une version GURPS.

## Historique éditorial

### Première édition (1988)
La première édition du jeu de rôle Cyberpunk est publiée en anglais par R. Talsorian Games en 1988. Pour la distinguer des versions suivants, elle parfois nommée "Cyberpunk 2013", en référence à l'année où se déroule le jeu. La boîte comporte trois livrets: 
- Le premier livret de 44 pages (View from the Edge : The Cyberpunk Handbook) concerne la création du personnage, qui est décrite dans le magazine Casus Belli comme "partant du «look» en passant par l'éducation et finissant sur les amitiés et les haines"[2]. Ce livret comporte également une description du cyberspace, et les extensions corporelles "cybernétiques" dont les personnages peuvent se doter (au risque de se déshumaniser).
- Le deuxième livret, de 38 pages (Welcome to Night City : A Sourcebook for 2013), contient un background (un résumé de l'évolution du monde entre 1988 et 2013, une description du contexte urbain de Night City, et un scénario.
- Le troisième livret (Friday Night Firefight) décrit en 20 pages le système de combat avec armes à feu.

Cette première édition est suivie par quatre extensions, publiées en 1989:
- Rockerboy, un supplément dédié à la classe de personnage du même nom (voir ci-dessous).
- Solo of Fortune, dédié à la classe de personnage "solo". Ce supplément est traduit en français et édité par Oriflam en 1990.
- Hardwired, un supplément basé sur le roman Câblé de Walter Jon Williams.
- Near Orbit, un supplément décrivant le voyage dans l'espace.

### Deuxième édition: Cyberpunk 2020 (1990)
La deuxième édition, intitulée Cyberpunk 2020, est éditée en 1990 par R. Talsorian Games. Une traduction française est publiée par Oriflam en janvier 1991. Entre 1992 et 1996, Talsorian publie au total 28 suppléments, et 6 scénarios. Entre 1991 et 1994, 12 autres scénarios sont publiés sous licence par Atlas Games. En France, Oriflam publie une quinzaine de traductions en français, notamment: 
- Chrome (1991), un catalogue de matériel.
- Night City (1992)
- Protect & Serve (1993), supplément dédié aux personnages policiers.
- Corpobook 1 (1994)
- Wildside (1995)
- Home of the Brave (1996)

### Troisième édition: Cyberpunk v3.0 (2005)
Une troisième édition est publiée en 2005, toujours par R. Talsorian Games. Le contexte du jeu est désormais situé en 2030. Le système de règles a été changé, utilisant un système de jeu nommé Fuzion. Cette troisième édition connait une traduction français par Oriflam en 2007.

### Quatrième édition: Cyberpunk RED (2020)
Cette quatrième édition débute sous la forme d'un "Cyberpunk RED Jumpstart Kit" présenté à la GenCon 2019, puis édité en 2020 sous le titre Cyberpunk RED. La traduction française est publiée par Arkhane Asylum en 2021.

## Présentation de l’univers

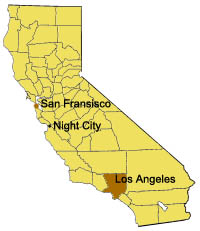
Carte d’une partie de la côte ouest des États-Unis, figurant la ville de Night City, un des lieux de l'action de cet univers.

## Système de jeu

### Classes de personnages
Dans Cyberpunk 2020, le joueur peut incarner son personnage en choisissant un archétype parmi plusieurs classes de personnage (liste non exhaustive) :
- Rockerboy : un musicien rebelle qui utilise la musique et la révolte pour combattre l'autorité. Le Rockerboy ressemble beaucoup aux punk rockers des années 1980 ;
- Solo : un mercenaire (un « samouraï des rues » comme dans Shadowrun) officiant comme garde du corps ou tueur à gages. En raison de son professionnalisme, de ses augmentations cybernétiques et de sa formation constante, un Solo a la capacité de percevoir le danger, de remarquer les pièges et d'encaisser les dommages ;
- Fixer : un revendeur illégal qui fait son commerce sur le marché noir, et un tireur connecté (implants cybernétiques). Il revend des drogues de synthèse, des armes et des informations. Connaissant bien le monde de la rue et possédant un réseau de contacts étendus, le Fixer peut localiser, acquérir ou connaître une personne, un lieu ou une chose désirée dans son champ d'action ;
- Nomad : un nomade, autrefois salarié-esclave des corporations, qui a été licencié et exclu de son emploi. Il parcourt maintenant les autoroutes comme les tziganes ou bien au sein d'un gang de motards, un peu comme dans Mad Max. Comme la vie sur la route est dure, le Nomad entretient des liens familiaux solides. S'il est en difficulté, il peut compter sur les membres de sa famille pour veiller sur ses arrières ;
- Netrunner : un hacker (pirate informatique) moderne. Il se connecte directement dans le réseau informatique mondial (la « Matrice ») à travers ses connexions cybernétiques, un système d'interface cybernétiquement augmenté implanté dans son corps. À l'aide de ses implants d'interface cerveau-ordinateur, il parcourt le réseau à la recherche de systèmes à pirater et d'informations à vendre aux Fixers ;
- Techie : un technicien spécialisé dans le domaine de la cybernétique. Le Techie est généralement un technicien clandestin travaillant de manière privée ;
- MedTechie : un technicien spécialisé dans la médecine liée à la mécanique. Il effectue des opérations techniques chirurgicales au marché noir. Les Solos recourent en général aux MedTechies pour panser leurs blessures ou pour installer de nouveaux implants cybernétiques illégaux ;
- Corporate : un membre influent d'une des puissantes corporations de cet univers, disposant de ressources phénoménales. Archétype du méga-yuppie machiavélique (à l'image de RoboCop) habillé de coûteux costumes d'homme d’affaires ou de stylistes, le Corporate est un individu riche et persuasif, pouvant rassembler des faveurs et des ressources au-delà de ce que la plupart des gens peuvent même imaginer ;
- Media : un journaliste pouvant se spécialiser dans le sensationnalisme désespéré ou comme le relais d'attention des démagogues, mais aussi comme un non-conformiste crédible et franc, dans un monde envahi par les hommes de paille appartenant aux entreprises des médias. Le Media se doit de posséder un certain charisme (crédibilité), un peu de connaissances techniques et des contacts dans le milieu du show buisiness ;
- Cop : un membre des forces de l'ordre qui peut aller du policier des rues jusqu’au détective privé, voire un agent du gouvernement. En tant que figure d'autorité, le Cop a la capacité d'intimider ou de contrôler les autres grâce à sa position d'homme de loi.

## Versions

### SérieFirestorm
Firestorm était censé être le lien entre Cyberpunk 2020 (la seconde édition) et Cyberpunk V.3 (la 3e édition). Son but était de secouer le monde de campagne et préparer les joueurs à la nouvelle version et son background.

#### Firestorm I: Stormfront
Prenant place en 2023, l'histoire se base sur un duel entre deux megacorporations marines pour le contrôle d'une troisième (la période est connue sous le nom de Guerre de l'Océan). Quand le conflit devient ouvert, chacune recrute des mercenaires. L'une engage les services de sécurité japonais d'Arasaka, et l'autre la firme américaine Militech.
Durant le conflit, la vieille rivalité entre Arasaka et Militech les fait oublier leurs clients et ils se lancent dans une véritable guerre, provoquant la Quatrième Guerre Corporatiste.
Au cours de l'aventure, les joueurs sont engagés pour chasser un netrunner qui déplaît à leur employeur. Ils découvrent que leur cible n'est autre que le célèbre Rache Bartmoss, présumé décédé. Peu importe leur choix, leur employeur cible l'appartement avec un satellite laser et vaporise l'endroit.

#### Firestorm II: Shockwave
Prenant place en 2024, la deuxième partie voit Arasaka mobiliser la force de défense japonaise pour s'emparer de Militech et de l'armée américaine dans une série de conflits de proximité. La période est connue sous le nom de Guerre Chaude.
Des vagues de cybervirus corrompent les bases de données mondiales, laissant l'arcologie isolée des Tours Arasaka de Night City comme seules places de stockage au monde.
Militech rassemble ses forces, les joueurs se retrouvent dans une troupe d'assaut spéciale. Leur mission est de faire sauter l'arcologie. Ils découvrent que Alt Cunningham, qui fut capturée par Arasaka auparavant, est piégée dans la structure. La mission se transforme alors en sauvetage, puis en fuite glorieuse. Johnny Silverhand meurt des mains de l'assassin Adam Smasher pour permettre à Spider Murphy de répandre les protocoles d'Alt sur le net. Morgan Blackhand affronte ensuite Adam Smasher au sommet des tours tandis que le reste de l'équipe est extraite. Finalement, la bombe explose, irradiant les faubourgs de Night City.

#### Firestorm III: Aftershock
Aftershock promettait de relier les versions. Le supplément fut annulé.

## Adaptation en jeu vidéo

Logo de Cyberpunk 2077.

À partir de 2012, un projet d'adaptation de Cyberpunk 2020 en jeu vidéo est lancé par le studio de développement polonais CD Projekt, connu pour avoir réalisé la série des The Witcher qui s'est révélée être un grand succès critique et commercial.
Le jeu, baptisé Cyberpunk 2077, se déroule une cinquantaine d'années après les événements du jeu de rôle originel. Il est annoncé au moyen d'un teaser en images de synthèse disponible sur le site officiel du jeu. Le jeu sort le 10 décembre 2020.